# Sojuznoe
Sojuznoe (in lingua russa Союзное) è un centro abitato dell'Oblast' autonoma ebraica, situato nell'Oktjabr'skij rajon.